# كريستين ميريل
كريستين ماري ميريل (بالإنجليزية: Christine Murrell)‏ (من مواليد 18 أكتوبر/ تشرين الأوّل من عام 1874 وتوفّيت في 18 أكتوبر/ تشرين الأوّل من عام 1933) هي طبيبة إنكليزيّة، أصبحت في عام 1924 أوّل امرأةٍ عضو في المجلس المركزيّ للرابطة الطبّيّة البريطانيّة.

## الحياة المبكّرة والتعليم
ولدت ميريل في عام 1874 في منطقة كلافام في لندن، كان والدها «تشارلز ميريل» يعمل كتاجر فحم، ووالدتها أليس إيلزابيث رينز. ارتادت ميريل مدرسة كلافام الثانويّة الخاصّة بالإناث، وبعدها التحقت بكلّيّة لندن للطبّ الخاصّة بالإناث، وحصلت على شهادة البكالوريوس في الطبّ والجراحة في عام 1899. قضت ميريل أولى سنوات حياتها المهنيّة في مناصب متعدّدة في مقاطعة نورثمبرلاند، وفي مدينة ليفربول قبل رجوعها إلى لندن للعمل في مستشفى لندن الملكي المجّاني، حيث كانت الامرأة الثانية على الإطلاق التي تخدم كطبيبة مقيمة في المشفى. أنشأت ميريل في عام 1903 عيادةً خاصّة في حيّ بيزووتر بالعاصمة البريطانيّة لندن بالاشتراك مع صديقتها إليزابيث أونور بون. حصلت في عام 1905على شهادة طبيب مختصّ بعلم النفس والأمراض العقليّة من جامعة لندن، وأدارت في العام التالي عيادةً لرعاية الرضّع تنظّمها جمعيّة الصحّة في ماريلبون، في شارع ليسون غروف بلندن، واستمرّت بعملها هذا لمدّة 18 عاماً.

## الحياة المهنيّة
كانت ميريل أيضاً ناشطةً في مجال حقوق المرأة، وكانت إحدى المشاركات في حركة دعم حقّ المرأة في التصويت قبل بدء الحرب العالمية الأولى. خدمت ميريل خلال الحرب كرئيسةٍ لهيئة إغاثة المرأة. ألقت ميريل محاضراتٍ عامّة حول صحّة المرأة في مجلس مقاطعة لندن لمدّة عشرين عاماً، ونشرت في عام 1923 سلسلةً من المحاضرات حملت عنوان «الأنوثة والصحّة». أجرت في عام 1925 دراسةً حول تجارب الفتيات مع الدورة الشهريّة بالتعاون مع ليتيتا فيرفيلد، ونُشرت النتائج في مجلّة ذا لانسيت الدوريّة في سنة 1930.
عملت ميريل في جمعيّات متعدّدة تابعة للرابطة الطبّيّة البريطانيّة، وأصبحت في عام 1924 أوّل امرأة تُنتخب لمجلسها المركزيّ، وبقيت في منصبها هذا لتسع سنوات حتّى وفاتها. كريستين ميريل هي خامس رئيس لاتّحاد الطبيبات، حيث شغلت هذا المنصب بين عاميّ 1926 و 1928. وفي شهر سبتمبر/ أيلول من عام 1933 أصبحت أوّل ممثّلة مُنتخبة للمجلس الطبّي العام ولكنّها توفّيت في 18 من شهر أكتوبر/ تشرين الأوّل من عام 1933 قبل شغلها لمنصبها الجديد.